# Euscelis aethiopica
Euscelis aethiopica är en insektsart som beskrevs av Timothy M. Cogan 1916. Euscelis aethiopica ingår i släktet Euscelis och familjen dvärgstritar. Inga underarter finns listade i Catalogue of Life.